# .biz
.biz (от англ. business — бизнес, дело, коммерческая деятельность) — общий домен верхнего уровня для бизнес-структур.
Домен был создан в 2001 году с целью разгрузить домены верхнего уровня .com, .net и .org.
Находится в ведении Neulevel.
Длина доменного имени в этой зоне составляет от 1 до 63 символов.